# بنش
بنش (به عربی: بِنِّش) یک منطقهٔ مسکونی در سوریه است که در شهرستان ادلب واقع شده‌است.

## خصوصیات
بنش ۴۱٬۸۴۸ نفر جمعیت دارد و ۳۶۰ متر بالاتر از سطح دریا واقع شده‌است.